# Condette
Condette és un municipi francès situat al departament del Pas de Calais i a la regió dels Alts de França. L'any 2017 tenia 2.506 habitants.
El primer esment escrit Condeta data del 1112. Altres variants van ser Condet (1125-1135), Condetta (1372), Condebte (1415), Condehever (xviiie siècle). És un topònim d'origen cèltic, semblant a Condé ou Condate (que significa confluència) que es troben sovint al llarg de les vies romanes.

## Demografia
El 2007 la població de fet de Condette era de 2.585 persones. Hi havia 1.024 famílies i 1.175 habitatges.

## Economia
El 2007 la població en edat de treballar era de 1.668 persones i hi havia 109 empreses. L'any 2000 hi havia catorze explotacions agrícoles que conreaven un total de 312 hectàrees.
El 2009 hi havia una farmàcia, una ambulància una escola maternal i dues escoles elementals.